# 約旦河大裂谷
约旦河大裂谷（阿拉伯语： Al-Ghor或Al-Ghawr，希伯來語： Bik'at HaYarden），位于以色列、约旦和巴勒斯坦，是一个细长的谷地。地理意义上的区域包括从约旦河的源头，到胡拉谷地，加利利海，约旦河谷，再到地球上的最低点死海的整条约旦河，然后穿过阿拉伯谷，到亚喀巴湾直到红海。

## 历史和物理特点

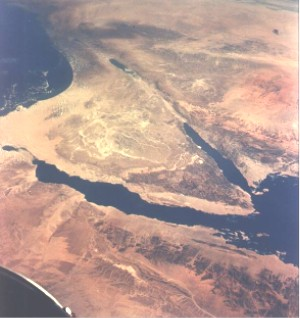
东非大裂谷北段。西奈半岛位于中心，死海和约旦河谷位于上方

约旦河大裂谷大约是在几百万年前的中新世，阿拉伯板块向东北移动离开非洲时形成的（23.8－5.3百万年前）。一百万年后，地中海和大裂谷之间的地面抬升，因此海水停止了向裂谷裡涌入。
从各种在更深层的盆地保留的连续的沉积岩和岩浆岩，可以看出自渐新世以来的裂谷的地质和环境的演变。盆地周围露出的地层可以看出沉积和侵蚀的交替作用。
大裂谷的最低点在死海，比海平面低790米，地海沿岸也是地球上的最低点，比海平面低400米左右。在西部地形急剧抬升大约1000米，相似的，裂痕在东边也是显著的地形特点。死海北部的裂谷由于约旦河水和两侧山上的泉水，被长期耕种。

## 死海断层
延伸到裂谷的阿拉伯板块和非洲板块边界称为死海断层，连接红海裂谷和土耳其的东安那托利亚断层。
死海断层通常被认为是转换断层，阿拉伯板块已经移位约105公里。这种解释是根据对偏移标记的观测，如河流阶地、沟渠，在几百万年内大约每年偏移几毫米。GPS的数据也证实了阿拉伯板块相对于非洲板块的每年的位移率。也有人认为断裂带是初期海洋扩张中心的裂谷系，红海裂谷的北部延伸。